# Live Trane - The European Tours
Live Trane - The European Tours è un cofanetto antologico del sassofonista jazz statunitense John Coltrane contenente registrazioni dal vivo risalenti al triennio 1961-1963 e pubblicato dalla Pablo Records nel 2001.

## Il disco
Tra il 1961 e il 1963 John Coltrane realizzò tre torunée in Europa organizzate dell'impresario musicale Norman Granz sotto l'egida del suo Jazz at the Philharmonic. Coltrane era già stato in Europa l'anno precedente come membro del gruppo di Miles Davis sempre per conto di Granz.
Il primo giro di concerti si svolse nell'autunno del 1961 al fianco della formazione di Dizzy Gillespie e toccò il Regno Unito, la Francia, i Paesi Bassi, la Germania e i paesi scandinavi. Ad accompagnare il sassofonista c'era il suo gruppo stabile, comprendente il pianista McCoy Tyner, il contrabbassista Reggie Workman e il batterista Elvin Jones, allargato a un quintetto con l'aggiunta del polistrumentista Eric Dolphy.
Nei due anni successivi Granz riportò altre due volte Coltrane in Europa. Il sassofonistà si esibì in queste occasioni con il quartetto "classico" che comprendeva, oltre a Tyner e Jones, il bassista Jimmy Garrison al posto di Workman. Il 12 dicembre Coltrane si esibì anche in Italia, a Milano.
Le registrazioni dei concerti europei di Coltrane furono per anni l'oggetto per la pubblicazione di dischi pirata o di scarso valore tecnico.
Nel 1977 Norman Granz pubblicò Afro Blue Impressions, il primo di quattro album che contenevano materiale registrato durante le tournée europee da lui organizzate. A questo seguirono, sempre per la Pablo Live (etichetta della sua Pablo Records dedicata alle registrazioni dal vivo), The Paris Concert nel 1979, The European Tour nel 1980 e Bye Bye Blackbird nel 1981.
Nel 1987 la Pablo fu acquistata dalla Fantasy Records (divenuta poi parte del Concord Music Group dal 2004) che nel 2001, in occasione dei 75 anni dalla nascita del sassofonista, realizzò un cofanetto di sette CD-Audio contenenti il materiale già pubblicato e molto altro inedito, rimasterizzato digitalmente, con lo scopo dichiarato di offrire una testimonianza la più completa possibile dei concerti europei di Coltrane.
Il cofanetto contiene 17 composizioni, alcune delle quali, i principali cavalli di battaglia di Coltrane eseguiti quasi in ogni esibizione, ripetuti più volte, My Favorite Things sei volte, Impressions e Mr. P.C. cinque, Naima quattro.

## Tracce
Disco 1
1. Impressions - (John Coltrane) - 11:14
2. My Favorite Things - (Oscar Hammerstein II, Richard Rogers) - 25:11
3. Blue Trane - (John Coltrane) - 8:54
4. Naima - (John Coltrane) - 4:05
5. Impressions - (John Coltrane) - 7:17
6. My Favorite Things - (Oscar Hammerstein II, Richard Rogers) - 20:27

Disco 2
1. Mr. P.C. - (John Coltrane) - 11:17
2. Miles' Mode - (John Coltrane, Eric Dolphy) - 10:54
3. My Favorite Things - (Oscar Hammerstein II, Richard Rogers) - 19:09
4. Norman Granz Introduction - 1:44
5. Bye Bye Blackbird - (Mort Dixon, Ray Henderson) - 19:48
6. The Inch Worm - (Frank Loesser) - 10:17
7. Ev'ry Time We Say Goodbye - (Cole Porter) - 4:58

Disco 3
1. Mr. P.C. - (John Coltrane) - 15:13
2. My Favorite Things - (Oscar Hammerstein II, Richard Rogers) - 23:55
3. The Inch Worm - (Frank Loesser) - 7:06
4. Mr. P.C. - (John Coltrane) - 15:03
5. Naima - (John Coltrane) - 9:24

Disco 4
1. Traneing In - (John Coltrane) - 18:44
2. Bye Bye Blackbird - (Mort Dixon, Ray Henderson) - 17:52
3. Impressions - (John Coltrane) - 8:01
4. Swedish Introduction - 1:08
5. Traneing In - (John Coltrane) - 11:50
6. Mr. P.C. - (John Coltrane) - 18:09

Disco 5
1. Naima - (John Coltrane) - 6:49
2. The Promise - (John Coltrane) - 6:57
3. Spiritual - (John Coltrane) - 12:22
4. Impressions - (John Coltrane) - 11:35
5. I Want To Talk About You - (Billy Eckstine) - 9:53
6. My Favorite Things - (Oscar Hammerstein II, Richard Rogers) - 13:56

Disco 6
1. Mr. P.C. - (John Coltrane) - 26:28
2. Lonnie's Lament - (John Coltrane) - 10:12
3. Naima - (John Coltrane) - 8:03
4. Chasin' the Trane - (John Coltrane) - 5:41
5. My Favorite Things - (Oscar Hammerstein II, Richard Rogers) - 21:04

Disco 7
1. Afro Blue - (Mongo Santamaría) - 7:41
2. Cousin Mary - (John Coltrane) - 9:54
3. I Want Talk About You - (Billy Eckstine) - 8:23
4. Impressions - (John Coltrane) - 23:15

## Formazione
- John Coltrane - sassofono tenore, sassofono soprano
- Eric Dolphy - sassofono contralto, flauto, clarinetto basso (solo nei concerti del 1961)
- McCoy Tyner - pianoforte
- Reggie Workman - contrabbasso (solo nei concerti del 1961)
- Jimmy Garrison - contrabbasso (dai concerti del 1962)
- Elvin Jones - batteria

## Edizioni
- 2001 – CD (x7), Pablo Records Fantasy Records 7PACD-4433-2